# Center of the Great Unknown
«Center of the Great Unknown» — шостий студійний альбом румунського симфонічного павер-метал-гурту Magica. Реліз відбувся 12 жовтня 2012 через лейбл AFM Records.

## Список композицій
1. "Center of the Great Unknown" 04:43
2. "Masterspell" 04:44
3. "King of the World" 04:09
4. "Open" 04:01
5. "The Earth Is Young?" 04:07
6. "Step into the Night" 04:02
7. "No Horizon" 05:21
8. "One Angry Gaia" 04:16
9. "Mark of Cain" 05:12
10. "Under the Auroras" 03:33
11. "Daca 2012" 03:52

## Учасники запису
- Ана Младіновіч – вокал
- Богдан "Бет" Костеа – електрогітара
- Еміліан Бурча – гітари
- Тібі Дуту – бас-гітара
- Себастіан Натас – ударні